# Badminton bei den Asian Youth Games
Die Sportart Badminton wird bei den Asian Youth Games seit der zweiten Austragung im Jahr 2013 in China gespielt. Von den fünf möglichen Einzeldisziplinen standen 2013 jedoch nur drei im Programm.

## Austragungen
| Jahr | Nr.      | Austragungsort               | Austragungsdatum (Badminton) |
| ---- | -------- | ---------------------------- | ---------------------------- |
| 2009 | I        | Singapur                     | ohne Badminton               |
| 2013 | II       | Volksrepublik China, Nanjing | 17.–21. August 2013          |
| 2017 | abgesagt | Sri Lanka, Hambantota        | 2017                         |
| 2021 | abgesagt | Indonesien, Surabaya         | 2021                         |
| 2025 | III      | Bahrain, Manama              | 2025                         |